# Châtillon-sur-Colmont
Pour les articles homonymes, voir Châtillon et Colmont.
Châtillon-sur-Colmont est une commune française, située dans le département de la Mayenne en région Pays de la Loire, peuplée de 960 habitants (les Châtillonnais).
La commune fait partie de la province historique du Maine, et se situe dans le Bas-Maine.

## Géographie
La commune est au nord-ouest du Bas-Maine. Couvrant 3 962 hectares, le territoire de Châtillon-sur-Colmont est le plus étendu du canton de Gorron. Son bourg est à 11 km au sud-est de Gorron, à 12 km à l'ouest de Mayenne, à 13 km au sud-ouest d'Ambrières-les-Vallées et à 16 km à l'est d'Ernée.

### Communes limitrophes
| Brecé                   | Brecé                          | Saint-Mars-sur-Colmont  |
| Saint-Denis-de-Gastines | Châtillon-sur-Colmont          | Oisseau                 |
| Vautorte                | Placé, Saint-Georges-Buttavent | Saint-Georges-Buttavent |

### Climat
Pour des articles plus généraux, voir Climat des Pays de la Loire et Climat de la Mayenne.
En 2010, le climat de la commune est de type climat océanique altéré, selon une étude du CNRS s'appuyant sur une série de données couvrant la période 1971-2000. En 2020, Météo-France publie une typologie des climats de la France métropolitaine dans laquelle la commune est exposée à un climat océanique et est dans la région climatique  Moyenne vallée de la Loire, caractérisée par une bonne insolation (1 850 h/an) et un été peu pluvieux. 
Pour la période 1971-2000, la température annuelle moyenne est de 10,5 °C, avec une amplitude thermique annuelle de 13,7 °C. Le cumul annuel moyen de précipitations est de 891 mm, avec 13,4 jours de précipitations en janvier et 7,8 jours en juillet. Pour la période 1991-2020, la température moyenne annuelle observée sur la station météorologique de Météo-France la plus proche, sur la commune de Mayenne à 10 km à vol d'oiseau, est de 11,7 °C et le cumul annuel moyen de précipitations est de 849,9 mm,. Pour l'avenir, les paramètres climatiques de la commune estimés pour 2050 selon différents scénarios d'émission de gaz à effet de serre sont consultables sur un site dédié publié par Météo-France en novembre 2022.

## Urbanisme

### Typologie
Au 1er janvier 2024, Châtillon-sur-Colmont est catégorisée commune rurale à habitat très dispersé, selon la nouvelle grille communale de densité à sept niveaux définie par l'Insee en 2022.
Elle est située hors unité urbaine. Par ailleurs la commune fait partie de l'aire d'attraction de Mayenne, dont elle est une commune de la couronne,. Cette aire, qui regroupe 27 communes, est catégorisée dans les aires de moins de 50 000 habitants,.

### Occupation des sols
L'occupation des sols de la commune, telle qu'elle ressort de la base de données européenne d’occupation biophysique des sols Corine Land Cover (CLC), est marquée par l'importance des territoires agricoles (85,9 % en 2018), une proportion sensiblement équivalente à celle de 1990 (86,4 %). La répartition détaillée en 2018 est la suivante : 
terres arables (48,6 %), prairies (34,5 %), forêts (12,3 %), zones agricoles hétérogènes (2,8 %), zones urbanisées (1,2 %), espaces verts artificialisés, non agricoles (0,6 %). L'évolution de l’occupation des sols de la commune et de ses infrastructures peut être observée sur les différentes représentations cartographiques du territoire : la carte de Cassini (XVIIIe siècle), la carte d'état-major (1820-1866) et les cartes ou photos aériennes de l'IGN pour la période actuelle (1950 à aujourd'hui).

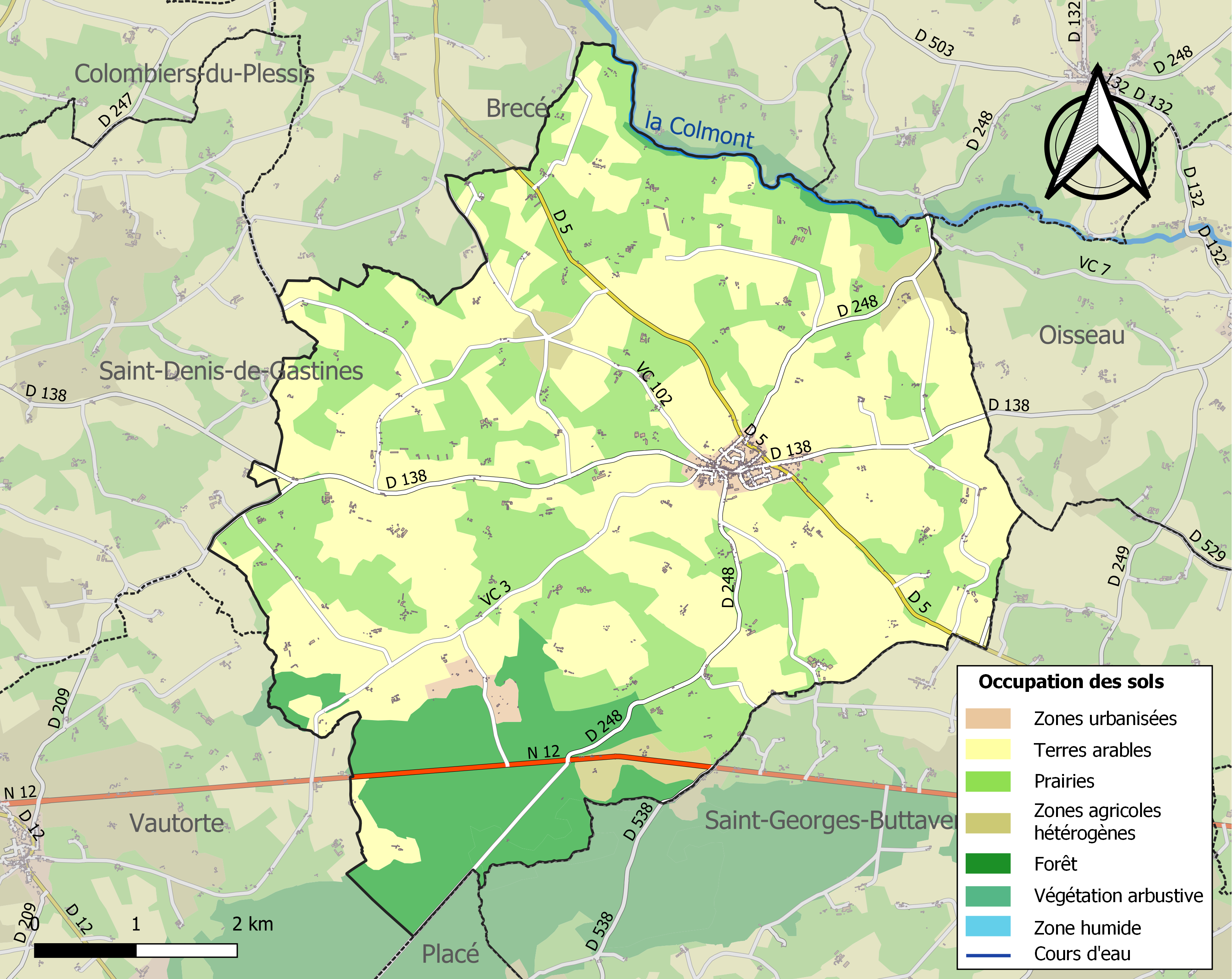
Carte des infrastructures et de l'occupation des sols de la commune en 2018 (CLC).

## Toponymie
Attestée sous la forme Castellum novum en 1199.
Châtillon serait un dérivé, sans doute mérovingien, du bas latin castellum, diminutif de castrum, accompagné du suffixe -ionem. Castrum désigne d’abord tous les types de forteresse, depuis le simple donjon jusqu’à l’enceinte urbaine, puis se spécialise dans le sens de « château fort » et se réduit ensuite à celui de « grande maison de plaisance ».[réf. nécessaire]

## Histoire
Châtillon-sur-Colmont se trouvait, à l'époque gauloise puis à l'époque gallo-romaine, sur le territoire des Aulerques Diablintes qui avait pour chef-lieu Jublains. La voie romaine qui relie Jublains à Avranches y passait.
La borne gallo-romaine de Launay a été dressée par l'empereur Aurélien en 275 sur le trajet de la voie romaine. Il se peut qu'elle ait été faite à partir d'une stèle de l'âge du fer remployée. Longtemps à demi-enterrée sous le nom de Pierre Saint-Guillaume, au pied du calvaire du même nom, elle a été transportée en 1977 dans la cour de la ferme de Launay, où elle a été finalement authentifiée. Elle est aujourd'hui abritée dans l'église Saint-Martin. Cette borne indique les distances en lieues gauloises (9 lieues depuis Jublains) et est donc une borne leugaire et non une borne milliaire (qui aurait indiqué des milles romains) 
Au début du siècle, Eugène Barbedette et Françoise Richer vécurent dans l'ancien presbytère du village. Ils faisaient partie des cinq petits enfants qui y assistèrent à l'apparition de la Vierge le 17 janvier 1871 et que l'on a appelé les voyants de Pontmain. Eugène Barbedette est devenu prêtre et c'est à Laval, dans son diocèse, qu'il exerça son ministère. Il mourut curé de Châtillon-sur-Colmont, le 2 mai 1927, après y avoir vécu pendant 17 ans. Il est inhumé dans le cimetière du village, à droite du monument central. Françoise Richer est d'abord devenue institutrice, puis devint ménagère du curé Eugène. Elle mourut le 28 mars 1915. Elle est inhumée aux côtés d'Eugène Barbedette au cimetière du village. Sa modeste tombe se trouve sur la gauche en entrant dans le cimetière.

## Politique et administration

### Administration municipale
Le conseil municipal est composé de quinze membres dont le maire et quatre adjoints.

## Population et société

### Démographie
L'évolution du nombre d'habitants est connue à travers les recensements de la population effectués dans la commune depuis 1793. Pour les communes de moins de 10 000 habitants, une enquête de recensement portant sur toute la population est réalisée tous les cinq ans, les populations de référence des années intermédiaires étant quant à elles estimées par interpolation ou extrapolation. Pour la commune, le premier recensement exhaustif entrant dans le cadre du nouveau dispositif a été réalisé en 2004.
En 2022, la commune comptait 960 habitants, en évolution de −8,22 % par rapport à 2016 (Mayenne : −0,73 %, France hors Mayotte : +2,11 %).
Châtillon-sur-Colmont a compté jusqu'à 2 655 habitants en 1861.
| 1793  | 1800  | 1806  | 1821  | 1831  | 1836  | 1841  | 1846  | 1851  |
| ----- | ----- | ----- | ----- | ----- | ----- | ----- | ----- | ----- |
| 2 010 | 2 383 | 2 368 | 2 332 | 2 504 | 2 536 | 2 544 | 2 592 | 2 573 |

| 1856  | 1861  | 1866  | 1872  | 1876  | 1881  | 1886  | 1891  | 1896  |
| ----- | ----- | ----- | ----- | ----- | ----- | ----- | ----- | ----- |
| 2 602 | 2 655 | 2 526 | 2 514 | 2 546 | 2 422 | 2 303 | 2 196 | 2 126 |

| 1901  | 1906  | 1911  | 1921  | 1926  | 1931  | 1936  | 1946  | 1954  |
| ----- | ----- | ----- | ----- | ----- | ----- | ----- | ----- | ----- |
| 2 053 | 2 023 | 1 915 | 1 753 | 1 738 | 1 662 | 1 620 | 1 518 | 1 513 |

| 1962  | 1968  | 1975  | 1982  | 1990  | 1999 | 2004 | 2006 | 2009  |
| ----- | ----- | ----- | ----- | ----- | ---- | ---- | ---- | ----- |
| 1 527 | 1 378 | 1 207 | 1 086 | 1 045 | 942  | 978  | 968  | 1 029 |

| 2014  | 2019 | 2022 | - | - | - | - | - | - |
| ----- | ---- | ---- | - | - | - | - | - | - |
| 1 040 | 979  | 960  | - | - | - | - | - | - |

## Lieux et monuments
- Château du Plessis-Châtillon, au nord du village.
- L'église Saint-Martin.
- Le presbytère. Construit dans les années 1850, il fut racheté en 1980 par un médecin qui y habite toujours. Maison riche en histoire du fait que deux des cinq voyants de Pontmain y ont habité.
- Chapelle du Grattoir du XIXe siècle.
- Ancien ermitage de Fontaine-Géhard, du XIe siècle, au lieu-dit Géard. Une petite chapelle du XIXe siècle occupe aujourd'hui le site[25].
- Allée couverte du Rocher.
- Borne leugaire gallo-romaine de Launay, dédicacée à l'empereur Aurélien, trouvée et reconnue à demi-enterrée au pied du calvaire Saint-Guillaume. Elle est aujourd'hui abritée dans l'église.

## Activité et manifestations

### Sports
Le circuit Maurice-Forget, en forêt de Mayenne au sud du territoire, est utilisé pour les épreuves du championnat de France de rallycross et a organisé une épreuve du championnat d'Europe en 2006.
L'Union sportive châtillonnaise fait évoluer une équipe de football en division de district.

## Personnalités liées à la commune
- Bernard de Tiron (1046-1117), ermite, a vécu à l'ermitage de Fontaine-Géhard.
- Jean Bahier (1640 à Châtillon-sur-Colmont - 1707), écrivain.
- Mathieu Hubert (1640 à Châtillon-sur-Colmont-1717), religieux.
- Eugène Barbedette (1858-1927), un des voyants de l'apparition mariale de Pontmain, curé de Châtillon-sur-Colmont
- Maurice Forget (1944-2010), chef d'entreprise, mécène de rallycross
- Constant Rousseau (1920-1985) fondateur de l'entreprise Rapido

## Héraldique
| Blason de Châtillon-sur-Colmont | Blason  | D’azur, mantelé d’argent, chargé d’une épée de gueules ; au chef bastillé de trois pièces et deux demies d’argent, chargé de trois quintefeuilles de gueules. |
| Blason de Châtillon-sur-Colmont | Détails | L’azur indique la présence de la Colmont, rivière qui traverse le territoire communal. Le mantelé représente la position du bourg sur un petit mamelon. L’épée symbolise le village par l’évocation de Martin, saint patron de Châtillon-sur-Colmont. Le chef bastillé représente le château qui a donné son nom au village. Il est aux couleurs du seigneur du Plessis de Chatillon. La reprise intégrale du blason de seigneur étant formellement interdite, il suffit d’en emprunter un ou plusieurs éléments. Les ornements sont deux deux gerbes de blé d’or, mises en sautoir par la pointe et liées d’azur afin d’honorer l’activité agricole. Le listel d'argent porte le nom de la commune en lettres majuscules de sable. La couronne de tours dit que l’écu est celui d’une commune ; elle n’a rien à voir avec des fortifications. Le statut officiel du blason reste à déterminer. |